# Pseudaletis
Pseudaletis là một chi bướm ngày thuộc họ Lycaenidae.